# 탄산 칼슘
탄산 칼슘(Calcium carbonate, CaCO3)은 탄산이온과 칼슘이온이 만나 생성되는 흰색 물질로 탄산 석회라고도 하며, 물에 잘 녹지 않아 수용액 상에서 침전한다. 석회암 동굴의 종유석이나 석순, 석주 등을 이루는 물질이며, 흑칠판에 쓰는 분필의 주성분이다. 지구상에 존재하는 대부분의 이산화 탄소(CO2)는 탄산 칼슘의 형태로 존재한다. 탄산 칼슘을 섭씨 900도 이상의 고온에서 가열하면 이산화 탄소가 빠져 나가면서 산화 칼슘(CaO)이 생성된다. 산에는 쉽게 반응하여 이산화 탄소를 발생하며 녹는다.

## 같이 보기
- 대리암, 석회암